# Университет Сантьяго де Чили
Университет Сантьяго де Чили (USACH) (исп. Universidad de Santiago de Chile) — один из старейших государственных университетов в Чили. Он входит в Консорциумом государственных университетов Чили и в Совет ректоров чилийских университетов.
Университет был основан на базе испанской Школы искусств и ремёсел (исп. Escuela de Artes y Oficios, EAO) в 1849 году. В 1947 году учреждение преобразовалось в Испанский технический государственный университет (исп. Universidad Técnica del Estado, UTE) с многочисленными кампусами по всей стране. В 1981 году, после реформы высшего образования, университет преобразовался в Университет Сантьяго де Чили и имеет один кампус площадью 340 000 м2, расположенный в столице Чили Сантьяго.
На 2013 год, по рейтингу «CSIC», университет занял пятое место в Чили и третье место в стране по данным журнала «AméricaEconomía».
В университет есть планетарий с проекционным куполом в 22 метра и в котором можно наблюдать ночное небо северного и южного полушария. Планетарий расположен в университетском городке площадью 13 380 м2. При университет есть стадион на 3000 мест с футбольным полем, теннисными кортами и спортивными площадками. На стадионе играл футбольный клуб Сантьяго Морнинг. В зрительном зале Школы искусств и ремёсел проходят выступления известных гостей, например, Далай-ламы.

## История

### Испанская школа искусств и ремесел

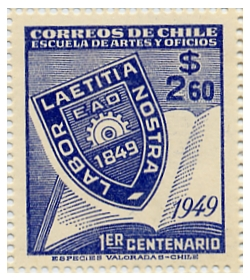
Юбилейная марка Школы искусств и ремёсел (EAO).

Испанская Школа искусств и ремесел (EAO) была основана 6 июля 1849 во время правления Мануэля Бульнесско Прието и занималась научно- техническим развитием в стране. Школа образовалась на базе четырёх семинаров: горнодобывающего, механики, литья и столярных изделий. Возраст студентов составлял от 15 до 18 лет, что послужило Школе быть похожим на университет с его после школьным вторым образованием. Студенты должны были читать, писать и знать основные арифметические операции. Помимо того, что интенсивно происходило обучение на семинарах, студенты изучали испанский язык, историю и географию. Также они изучали алгебру, начертательную геометрию, тригонометрию, технический рисунок, промышленную механику, физику и химию. Образование длилось 4 года. С 1858 года образование стало длиться 5 лет.
В 1886 году Школа переехала в большое здание, расположенное в провинции Сантьяго коммуне Чили Кинто-Нормале. В 1912 году Школа стала выпускать техников. К этому времени Школа предоставляла два уровня образования. Первый назывался «Искусства и ремёсла» (среднее образование), а второй «Техника» (высшее образование).

### Государственный технический университет
9 апреля 1947 года, во время президентства Габриэля Гонсалеса Виделы, указом № 1831 Школа искусств и ремёсел была объединена со Школами горного дела в Копьяпо (1857), Ла-Серене (1887) и Антофагасте (1918). Также произошли объединения со Школами промышленного дизайна (1905) в Темуко (1916) и Вальдивии (1934), со Школой промышленного производства в Сантьяго (1940) и с Техническо-педагогическим институтом. Все вместе они образовали Государственный технический университет (UTE). В результате этих объединений университет UTE становится лучшим чилийским университетом в области прикладной техники и производственного обучения. 8 февраля 1952 года был принят первый закон, который разрешал различным объединениям функционировать в качестве университетов. Закон расширил правовые, административные и академические права различных объединений. Первым президентом университета UTE был Дон Октавио Валенсуэла Лазо (с 12 марта 1952 по 12 марта 1953). Университет состоял из четырёх факультетов и Совета по обучению.
В 1971 году слушался Вопрос о принятии второго организационного устава университета. После этого университету разрешено было открывать офисы, колледжи и ведомства различных академических структур.
В 1967—1973 прошла университетская реформа. Результатом её было то, что должность ректора стала избираемой преподавателями. В 1968 году был избран первый ректор, священник Энрике Кирберг Балтьянский.
В 1971 году во время правительства Сальвадора Альенде был утверждён пересмотренный Устав университета UTE. Во время переворота 1973 года в Чили Киберг был снят со своего поста и заключён в тюрьму военного режима. Впоследствии руководящие принципы подверглись корректировке.

### Университет Сантьяго де Чили

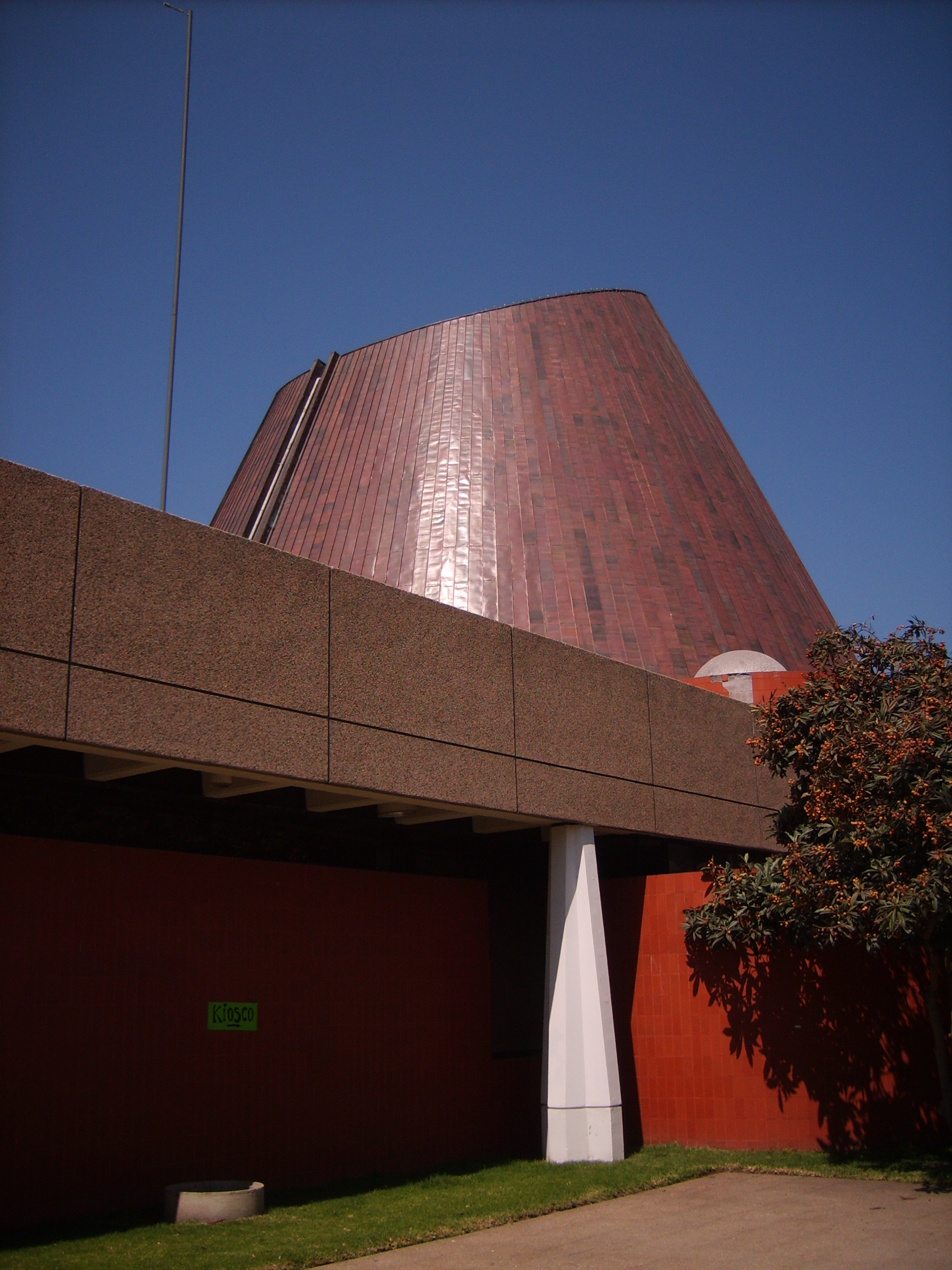
У университета есть собственный планетарий, один из крупнейших в мире.

Во время Военной диктатуры в Чили, указом № 23 от 21 марта 1981 года произошло разделение университетов, что привело к возникновению новых ВУЗов. Ряд филиалов стали независимыми университетами, такими как: Университет Атакама, Университет Антофагаста, Университет Ла Серена, Профессиональный институт Талька (позже преобразованный в университет Талька), Университет Био-Био, Университет Фронтера , Профессиональный институт Осорно (позже преобразованный в университет Лагоса), Профессиональный институт Вальдивия (объединён в 1988 году с Южным университетом Чили и Профессиональным институтом Магеллан, который был преобразован в университет Магеллан). Университет Сантьяго де Чили (USACH), наряду с Университетом Атакама и Университетом Магеллана остались единственными наследниками традиций Государственного технического университета. Штаб-квартира университета находится в районе старой Школы искусств и ремесел в муниципалитете Центрального железнодорожного вокзала Эстасьон-Сентраля.

## Ректоры университета
В настоящее время ректором является приходской священник, доктор наук в области электротехники Жан Мануэль Золеззи.
В таблице приведены президенты и ректоры UTE и USACH.
| Имя                                                          | Период                 |
| ------------------------------------------------------------ | ---------------------- |
| Октавио Лазо Валенсуела (исп. Octavio Lazo Valenzuela)       | 1952—1953              |
| Сантьяго Лабарка Лабарка (исп. Santiago Labarca Labarca)     | 1957—1959              |
| Хорвацио Аравена Андуер (исп. Horacio Aravena Andaúr)        | 1959—1968              |
| Энрике Кирберг Балтьянский (исп. Enrique Kirberg Baltiansky) | 1968—1973              |
| Евгений Руес Тастес (исп. Eugenio Reyes Tastets)             | 1973—1980              |
| Джордж О’Райн Балбонтин (исп. Jorge O’Ryan Balbontin)        | 1980—1985              |
| Патрикио Гуалдо Тифани (исп. Patricio Gualda Tiffaine)       | 1985—1988              |
| Рауль Смит Фонтана (исп. Raúl Smith Fontana)                 | 1988—1990              |
| Эдуардо Моралез Сантез (исп. Eduardo Morales Santos)         | 1990—1998              |
| Убалдо Зюнига Квантунилла (исп. Ubaldo Zuñiga Quintanilla)   | 1998—2006              |
| Жан Мануэль Золеззи (исп. Juan Manuel Zolezzi)               | 2006 — по наст. время. |

## Символика университета

### Флаг Университета Сантьяго

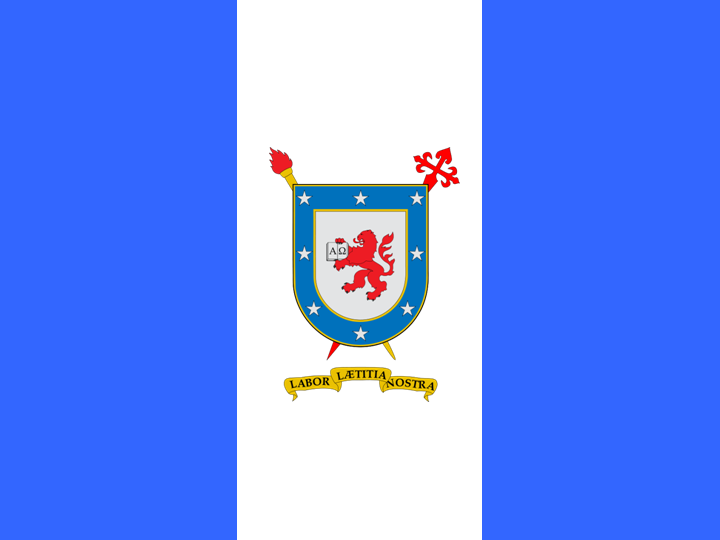
Флаг Университета Сантьяго.

Флаг Университета Сантьяго де Чили был принят резолюцией 2 июля 1981 года.
Флаг бело-лазурного цвета. На белом фоне изображён щит, на лазурном фоне которого изображены девять звёзд. А в центре щита на белом фоне изображён красный свирепствующий лев. В лапах у него зажата открытая книга с буквой альфа в левой лапе и буквой омега в правой лапе. За щитом находится горящий факел и красный крест.
Ниже щита изображена оранжевая лента со словами на латинском языке, написанных чёрными буквами: «Labor lætitia nostra».

#### Значения щита
- Белое поле означает чистоту и добрые намерения.
- Оранжевая книга является Книгой Знаний.
- Лев является геральдическим животным города Сантьяго, и он олицетворяет собой авторитет, безопасность, суверенитет и великодушие.
- Синяя вышивка означает справедливость и мудрость. Девять звёзд означают школы, породившие университет.
- Горящий факел символизирует ясность.
- Красный крест это латинский крест Ла Крус де Сантьяго, апостола святого Иакова (исп. Santiago — покровителя столицы Чили, чьё имя носит университет.
- Трудовой лозунг: «Labor lætitia nostra» — с латинского языка переводиться как: «Работа это наша радость». Это лозунг Школы искусств и ремесел, созданный 6 июля 1849.

### Гимн университета
Альма-матер Вы наше оружие
в создании идеальных чемпионов,
которые на саммитах, возводят
Чили вверх.
Вы даете нашим душам
энергию чемпионов
открытые горизонты
и жизнерадостность.
Вы слышите зов класса,
и замечаете веселую песню
в этом свете ясного утра,
которое приглашает нас к работе.
Как много крови в венах,
как жизнь вся в действиях,
так и для Вас работа это радость,
Вы цветок солнца.

## Факультеты

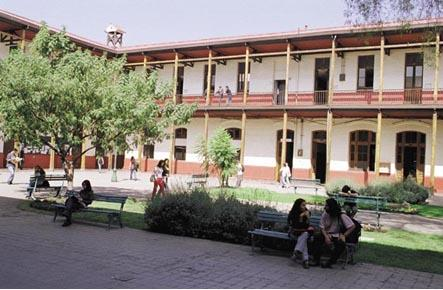
Школа искусств и ремёсел.

В университете более 18 000 студентов учащихся на 66 различных специальностей по следующим факультетам:
- Факультет техники;
- Бакалавры по Программе в области искусств и наук;
- Факультет бизнес-администрирования и экономики;
- Факультет химии и биологии;
- Факультет медицинских наук;
- Факультет науки;
- Гуманитарный факультет;
- Школа архитектуры и Технологического факультета.

## Известные выпускники
- Виктор Хара, музыкант, театральный режиссёр, общественный деятель, академик.
- Серхио Кампос, журналист, Национальная премия в области журналистики 2011 года.
- Карлос Кассели, бывший футболист.
- Сантьяго Гонсалес, инженер-строитель, бывший министр горного дела.
- Энрике Кирберг, инженер-электрик, бывший ректор университета.
- Серхио Лаванчи, инженер-строитель, ректор Университета Консепсьон.
- Андрес Молина, инженер-строитель, интендант области Араукания.
- Понсе Энрикес, Камило — президент Эквадора в 1956—1960 г.
- Росни Смарт, гаитянский политический и государственный деятель, премьер-министр Гаити (1996—1997).
- Луис Риверос, профессор истории и географии, бывший ректор Чилийского университета.
- Карла Рубиляр, доктор медицинских наук, нынешний заместитель в Чили нижней палаты Конгресса.
- Эрнесто Шефелбин, профессор — экономист, бывший министр образования.